# Мајдан (Завидовићи)
Мајдан је насељено мјесто у Босни и Херцеговини, у општини Завидовићи, које административно припада Федерацији Босне и Херцеговине. Према попису становништва из 2013. у насељу је живјело 478 становника.

## Становништво
| Демографија | Демографија | Демографија |
| Година      | Становника  | Становника  |
| ----------- | ----------- | ----------- |
| 1948.       | 125         |             |
| 1953.       | 184         |             |
| 1961.       | 242         |             |
| 1971.       | 405         |             |
| 1981.       | 288         |             |
| 1991.       | 506         |             |
| 2013.       | 478         |             |